# Still Loving You (album des Scorpions)
Albums de Scorpions
Hot & Slow : The Best of the Ballads
(1991) Hot & Hard
(1993)
L'album Still Loving You est une compilation du groupe allemand de hard rock Scorpions sortie le 17 mars 1992.

## Titres (1:01:47)
| No  | Titre                        | Paroles | Musique | Album | Durée |
| --- | ---------------------------- | ------- | ------- | ----- | ----- |
| 01. | Believe In Love              |         |         |       | 4:04  |
| 02. | Still Loving You             |         |         |       | 6:12  |
| 03. | Walking On The Edge          |         |         |       | 4:50  |
| 04. | Born To Touch Your Feelings  |         |         |       | 7:21  |
| 05. | Lady Starlight               |         |         |       | 6:26  |
| 06. | Wind Of Change               |         |         |       | 5:13  |
| 07. | Is There Anybody There       |         |         |       | 4:23  |
| 08. | Always Somewhere             |         |         |       | 4:57  |
| 09. | Holiday                      |         |         |       | 6:26  |
| 10. | When The Smoke Is Going Down |         |         |       | 3:51  |
| 11. | Living For Tomorrow [Live]   |         |         |       | 7:14  |

Source des titres et durées